# رابر روست (آریزونا)
رابر روست (به انگلیسی: Robbers Roost) یک منطقهٔ مسکونی در ایالات متحده آمریکا است که در شهرستان کاکانینو، آریزونا واقع شده‌است. رابر روست ۱٬۸۴۷ متر بالاتر از سطح دریا قرار دارد.